# Mistrzostwa Świata Juniorów w Narciarstwie Alpejskim 1986
5. Mistrzostwa świata juniorów w narciarstwie alpejskim odbyły się w dniach od 20 lutego do 23 lutego 1986 r. w austriackiej miejscowości Bad Kleinkirchheim w kraju związkowym Karyntia. Rozegrano po 4 konkurencje dla kobiet i mężczyzn. W klasyfikacji medalowej triumfowała reprezentacja gospodarzy, której zawodnicy zdobyli też najwięcej medali, jedenaście, w tym 2 złote, 5 srebrnych i 4 brązowe.

## Wyniki
| Pozycja | Zawodnik          | Narodowość | Czas    |
| ------- | ----------------- | ---------- | ------- |
|         | William Besse     | Szwajcaria | 1:41,03 |
|         | Andreas Evers     | Austria    | 1:41,09 |
|         | Roman Siess       | Austria    | 1:41,58 |
| 4.      | Peter Wirnsberger | Austria    | 1:41,64 |
| 5.      | Manuel Coppola    | Włochy     | 1:41,74 |
| 6.      | Thomas Wolf       | Szwajcaria | 1:42,08 |

| Pozycja | Zawodniczka           | Narodowość     | Czas    |
| ------- | --------------------- | -------------- | ------- |
|         | Hilary Lindh          | USA            | 1:40,93 |
|         | Astrid Geisler        | Austria        | 1:41,35 |
|         | Deborah Compagnoni    | Włochy         | 1:41,45 |
| 4.      | Ulrike Stanggassinger | RFN            | 1:42,49 |
| 5.      | Lucia Medzihradská    | Czechosłowacja | 1:42,62 |
| 6.      | Andrea Salvenmoser    | Austria        | 1:42,67 |

| Pozycja | Zawodnik          | Narodowość | Czas    |
| ------- | ----------------- | ---------- | ------- |
|         | Konrad Ladstätter | Włochy     | 2:24,64 |
|         | Anders Lundqvist  | Szwecja    | 2:24,94 |
|         | Richard Kröll     | Austria    | 2:25,01 |
| 4.      | Roman Siess       | Austria    | 2:26,47 |
| 5.      | Peter Wirnsberger | Austria    | 2:26,65 |
| 6.      | Thomas Hangl      | Austria    | 2:26,49 |

| Pozycja | Zawodniczka        | Narodowość     | Czas    |
| ------- | ------------------ | -------------- | ------- |
|         | Lucia Medzihradská | Czechosłowacja | 2:06,6  |
|         | Birgit Eder        | Austria        | 2:07,36 |
|         | Annick Chappot     | Szwajcaria     | 2:07,59 |
| 4.      | Dasa Šegula        | Jugosławia     | 2:07,90 |
| 5.      | Astrid Geisler     | Austria        | 2:08,06 |
| 6.      | Katjuša Pušnik     | Jugosławia     | 2:08,45 |

| Pozycja | Zawodnik          | Narodowość | Czas    |
| ------- | ----------------- | ---------- | ------- |
|         | Anders Lundqvist  | Szwecja    | 1:53,81 |
|         | Richard Kröll     | Austria    | 1:56,32 |
|         | Peter Wirnsberger | Austria    | 1:56,51 |
| 4.      | Konrad Ladstätter | Włochy     | 1:56,56 |
| 5.      | Thomas Hangl      | Austria    | 1:56,74 |
| 6.      | Toshinobu Awano   | Japonia    | 1:57,47 |

| Pozycja | Zawodniczka         | Narodowość     | Czas    |
| ------- | ------------------- | -------------- | ------- |
|         | Christa Hartmann    | Austria        | 1:31,92 |
|         | Lucia Medzihradská  | Czechosłowacja | 1:32,13 |
|         | Birgit Eder         | Austria        | 1:32,28 |
| 4.      | Pavlína Schimmerová | Czechosłowacja | 1:32,67 |
| 5.      | Katjuša Pušnik      | Jugosławia     | 1:32,95 |
| 6.      | Sandra Burn         | Szwajcaria     | 1:32,98 |

| Pozycja | Zawodnik          | Narodowość | Punkty |
| ------- | ----------------- | ---------- | ------ |
|         | Peter Wirnsberger | Austria    |        |
|         | Richard Kröll     | Austria    |        |
|         | Peter Runggaldier | Włochy     |        |

| Pozycja | Zawodniczka           | Narodowość     | Punkty |
| ------- | --------------------- | -------------- | ------ |
|         | Lucia Medzihradská    | Czechosłowacja |        |
|         | Annick Chappot        | Szwajcaria     |        |
|         | Ulrike Stanggassinger | RFN            |        |

## Klasyfikacja medalowa
| Miejsce | Państwo           |   |   |   | złoto · srebro · brąz |
| ------- | ----------------- | - | - | - | --------------------- |
| 1.      | Austria           | 2 | 5 | 4 | 11                    |
| 2.      | Czechosłowacja    | 2 | 1 | 0 | 3                     |
| 3.      | Szwajcaria        | 1 | 1 | 1 | 3                     |
| 4.      | Szwecja           | 1 | 1 | 0 | 2                     |
| 5.      | Włochy            | 1 | 0 | 2 | 3                     |
| 6.      | Stany Zjednoczone | 1 | 0 | 0 | 1                     |
| 7.      | RFN               | 0 | 0 | 1 | 1                     |